# Premio Nacional de Literatura de Paraguay
El Premio Nacional de Literatura es una condecoración otorgada en Paraguay por el Ministerio de Educación y Ciencias a la obra más destacada del ámbito literario nacional. Fue instituido en 1990 mediante la Ley N.º 97, que establece la concesión alternada de los premios nacionales de literatura y ciencia: el primero se otorga en los años impares, mientras que el segundo corresponde a los años pares.

## Lista de galardonados
- 1991: Elvio Romero[2]
- 1993: Desierto
- 1995: Augusto Roa Bastos
- 1997: José Luis Appleyard
- 1999: Hugo Rodríguez Alcalá
- 2001: Mario Halley Mora
- 2003: Carlos Martínez Gamba
- 2005: Rubén Bareiro Saguier[3]
- 2007: Jacobo Rauskin[4]
- 2009: Ramiro Domínguez[5]
- 2011: Renée Ferrer de Arréllaga
- 2013: Alcibiades González Delvalle
- 2015: Maybell Lebron
- 2017: Susy Delgado[6]
- 2019: Maribel Barreto[7]
- 2021: Susana Gertopán[8]
- 2023: Moncho Azuaga[9]